# Zvezdna vrata SG-1
Zvezdna vrata SG-1 (Stargate SG1) je znanstvenofantastična nanizanka, ki temelji na ZF filmu Zvezdna vrata (Stargate) iz leta 1994, ki je nastala zaradi pozitivnega odziva na film. Serija temelji na odkritju širokega omrežja zvezdnih vrat, odkritju, da Ra ni bil zadnji iz svoje vrste in spoznavanju novih ras širom galaksije. (Kasneje so se pojavila številna dela na temo Stargate - od novel, igračk do risanke (Stargate Infinity) in nekaj računalniških iger).
Serijo snema MGM v Kanadskem mestu Vancouver. V 10 letih so posneli 10 sezon. Skupaj 213 epizod in s tem podrli rekord ter postali najdlje predvajana znanstveno fantastična serija v zgodovini. To jim seveda ne bi uspelo če ne bi imela serija največjega števila privržencev v zgodovini ZF serij. Prehiteli so celo Dosjeje X in Zvezdne steze.
Nanizanka je bila prvič predvajana leta 1997. Ustvarjalca sta Jonathan Glassner in Brad Wright, v prvih sezonah so bili glavni igralci Richard Dean Anderson, Michael Shanks, Amanda Tapping, Christopher Judge, Don S. Davis in Teryl Rothery. V šesti sezoni je Michael Shanks nastopil le v nekaj delih, v zasedbi ga je zamenjal Corin Nemec. V osmi sezoni se je postopoma umaknil Davis, v deveti pa Anderson. V tej sezoni sta se igralski zasedbi kot pomembnejša lika pridružila Ben Browder, Beau Bridges in Claudia Black. Julija 2004 se je začela vzporedno predvajati spin-off serija, Zvezdna vrata: Atlantida.
Ravno ob premieri 200 epizode in podrtju rekorda SCIFI Channel, ki je odgovoren za predvajanje Zvezdnih vrat naznanil, da se serija bliža koncu in da ne bo 11 sezone. Vendar pa so se z MGM dogovorili, da bodo za zaključek posneli 2 celovečerca, Stargate: The Ark of Truth in Stargate: Continuum. Prvega so posneli leta 2008, drugega pa leta 2007.
Februarja 2009 so na Kanalu A predvajali zadnji del serije.

## Predstavljene rase in človeške civilizacije
V nanizanki se srečujemo z mnogimi tujimi rasami. 

### Rase, povezane z Goa'uldi
Glej glavni članek Goa'uldi
- Goa'uldi: parazitska rasa, ki za gostitelje izbira v glavnem ljudi. Imajo kači podobno obliko in se naselijo v zgornji predel hrbtenjače (v originalnem filmu Zvezdna vrata je bila prikazana naselitev nezemljana v človeško telo). Parazit nadzira gostiteljevo telo in misli. Več stoletij so vladali na Zemlji kot bogovi, tako da po imenih ustrezajo bogovom iz različnih mitologij. Mogočni posamezniki se imenujejo Sistemski lordi, ki imajo vsak svojo floto vesoljskih ladij ter močne vojske. Imajo zelo napredno tehnologijo v primerjavi z Zemljani. Večino časa predstavljajo glavnega nasprotnika Taurijev (Zemljanov), seveda pa se bojujejo tudi med seboj.

- Jaffe: genetsko popravljeni ljudje. V trebuhu imajo votlino, v kateri gostijo nedoraslega parazita. Ta jim daje veliko moč in sposobnost hitrega okrevanja, vendar jih oropa lastnega imunskega sistema, tako da so odvisni od parazita in posledično tudi od gospodarja, tj. sistemskega lorda, ki mu služijo. Predstavljajo vojsko Goa'uldov.

- Tok'ra: po obliki Goa'uldi, vendar živijo v popolnem sožitju z gostiteljem in tudi ne uporabljajo sarkofaga za podaljševanje življenja, katerega uporaba je po njihovem vzrok za vzvišenost in krutost Goa'uldov. So nasprotniki Sistemskih lordov in zavezniki Taurijev.

- Unasi: prvi gostitelji Goa'uldov. So izredno močni, vendar so okorni pri ravnanju z zapletenimi napravami, zato so jih Goa'uldi v glavnem prenehali uporabljati za gostitelje.

- Bojevniki Kull: Anubisova vojska, genetsko izdelani vojaki, ki imajo veliko uničevalno moč in so praktično nepremagljivi, dokler Carterjeva ne razvije protiorožja.

### Pet velikih ras
- Asgardci: tehnološko zelo napredna rasa, zavezniki Taurijev. Po videzu spominjajo na »male sive vesoljčke«. Ker so izgubili sposobnost biološkega razmnoževanja, se klonirajo in prenesejo svojo zavest v klonirano telo. Na Zemlji so nekoč poosebljali nordijske bogove, od tod imena Thor, Loki, Freya, ...

- Starodavni: tehnološko zelo napredna rasa, graditelji zvezdnih vrat. Pred tisočletji jih je prizadela kuga, zaradi katere so pomrli ali pa se povzpeli na višjo raven obstoja. Živeli so tudi na Zemlji

- Noxi: miroljubna rasa, ki nasprotuje vsaki obliki nasilja. Znajo oživljati mrtve in povzročiti, da stvari postanejo nevidne.

- Furlingi: ne nastopajo v prvih osmih sezonah nanizanke (razen posredno - omenjeni so na primer v šesti sezoni, del »Paradise lost«)

- Zemljani (Tauri): postanemo peta rasa v zadnjem delu 10 sezone, ko nam Asgardci podarijo vso njihovo tehnologijo, ker smo premagali največje grožnje te galaksije (Gou'aulde, Replicatorje in raso Ori). Na to, da bomo postali peta rasa je kazalo že v delu The Fifth Rase, ko je Jack O'Neill prišel v njihovo mesto z vsem njihovim znanjem, ki ga je pridobil iz Asgardske naprave.

### Drugi
- Replikatorji: izredno izpopolnjeni roboti z umetno inteligenco, kot igrače jih je ustvarila androidka Reese, potem pa so ji ušli izpod nadzora. Razmnožujejo se in od civilizacij, ki jih napadejo, prevzamejo tehnologijo. So grožnja celotnemu vesolju in največji sovražnik Asgardcev. Na začetku po obliki spominjajo na žuželke, s časom pa se izopolnijo in na koncu nastopajo v človeški podobi, na ta način lahko tudi komunicirajo z junaki nanizanke. Grožnjo predstavljajo do konca osme sezone, ko jih Carterjeva s pomočjo orožja Starodavnih uniči, tako da pokliče vsa zvezdna vrata v mreži in skozi pošlje signal, ki replikatorje uniči.

- Ori: zlobna bitja, ki so se tako kot Starodavni povzpela na višji nivo obstoja. Od smrtnikov zahtevajo, da jih častijo kot bogove, sicer jih uničijo. Delujejo skozi svečenike Priorje. So glavni sovražnik v deveti sezoni.

- Tollanci: zelo napredna civilizacija ljudi, ki jim je ob uničenju domačega planeta SG-1 omogočil naselitev na novem planetu. Imajo napredne tehnologije, ki med drugim omogočajo sprehajanje skozi zidove. Zahvaljujoč mogočnemu orožju, ionskim topovom, lahko z lahkoto odbijajo napade Goa'uldov, dokler jih ne napade Anubis, ki pozna protiorožje. Njihova civilizacija je bila predvidoma uničena v Anubisovem napadu.

- Re'oli: so miroljubna rasa, ki so jih skoraj popolnoma iztrebili Goa'uldi. Imajo posebno obrambno sposobnost, da ustvarijo lažne spomine drugim osebam. Re'ol je tako nekoč prepričal ekipo SG-1, da je njihov član, poročnik Tyler. Njihovo sposobnost preuči Tok'ra, ki sintetizira spojino, s pomočjo katere se Daniel Jackson vtihotapi na srečanje sistemskih lordov.

- Serrakini: rasa, ki je civilizacijo Hebridijcev rešila pred Goa'uldi in jim prinesla napredno tehnologijo. Serrakini in Hebridijci živijo v sožitju.

- Ree'tu: sovražniki Goa'uldov. Po obliki spominjajo na velike pajke, vendar jih ni možno videti, saj obstajajo za 180° iz faze iz normalnega vidnega spektra. Proti Goa'uldom se borijo z uničevanjem vseh možnih gostiteljev Goa'uldov, ki bi jih lahko uporabili Goa'uldi, zato so ogrožali tudi Zemljo. Štab SG ima proti njim vgrajeno zaščito.

- Ascheni: napredna civilizacija ljudi. V vzporedni resničnosti so s Tauriji vzpostavili zavezništvo, v katerem so premagali Goa'ulde in na Zemljo prinesli navidezno blaginjo, vendar pa so Ascheni imeli skriti načrt. Na skrivaj so namreč sterilizirali večino človeštva, da bi v nekaj generacijah Zemljo lahko uporabili kot velikansko žitnico. SG-1 je razkrinkal njihov načrt in v preteklost pred prvim srečanjem poslal opozorilo. Ob srečanju v realnosti serije so tako Zemljani hitreje spoznali, kakšna nevarnost jim preti in primerno ukrepali.

- Kelownanci: človeška civilizacija v industrijski dobi, ki ji pripada tudi Jonas Quinn, kasneje začasni član SG-1. So ena od treh velesil na planetu Colonna in se borijo za prevlado. Za to so pripravljeni uporabiti tudi bombo iz naquadaha, orožje za množično uničevanje.

## Glavni liki
- Jonathan »Jack« O'Neill - Richard Dean Anderson
- Dr. Daniel Jackson - Michael Shanks
- Samantha Carter - Amanda Tapping
- Teal'c - Christopher Judge
- George Hammond - Don S. Davis
- Dr. Janet Fraiser - Teryl Rothery
- Jonas Quinn - Corin Nemec

## Ekipe SG
Do zdaj je nastalo 17 ekip. Na začetku jih je bilo 9. V drugi sezoni pa nastanetjo še ekipe SG-10,-11 in -12(te nastanejo v delu  »In the Line of Duty«), ter dve ekipi nastanejo v epizodi »Show and Tell«. Zadnje tri ekipe pa so se pridružile v tretji sezoni v epizodi »Into the Fire«. 
- SG-1: raziskovalna ekipa (alfa)

Primarna raziskovalna ekipa. Do 9 sezone ji poveljuje Jonathan »Jack« O`Neill, nato pa je napredoval v generala in postal poveljnik baze. V deveti pa vodenje ekipe SG-1 prevzame Cameron Mitchell. To ekipo so mu podelili, ker je pogumno rešil ekipo SG-1. Vendar je imel nemalo težav s sestavljanjem stare ekipe SG-1. 
- SG-2: iskalna ekipa

Prvotno jo je vodil major Charles Kawalsky, ki pa je bil ubit v boju. Kasneje pa je vodenje prevzel major Louis Ferretti. Sedaj pa si jo lasti major Hank Griff.
- SG-3: bojevniška ekipa (alfa)

Na začetku jo je vodil Robert Makepeace, kasneje major Lawrence in še kasneje Reynolds, ki sedaj vodi ekipo SG-5
- SG-4: medicinska ekipa

Uradno je to ruska ekipa. Vodil jo je Barber, ki pa je umrl v boju.
- SG-5: bojevniška ekipa (beta)

Vodi jo major Davis.
- SG-7: ekipa znanstvenikov

- SG-8:

Uradno je to medicinska enota. Zdanjšni status pa ni znan.
- SG-9: diplomatska enota

Na začetku jo vodi Hansen (ubit v boju), kasneje major Stan Kovacek in še kasneje major Benton (ubit v akciji).
- SG-10: vojaška ekipa

- SG-11: arheološka ekipa (alfa)

Prvotna je bila to inženirska enota, ki jo je vodil major Hawkins (ubit v akciji). Kasneje jo je prevzel Connor (ubit v akciji). Kot arheološko ekipo pa jo vodi Edwards.
- SG-12: vojaška ekipa

- SG-13:

Vodi jo Dave Dixon. Ekipa pa vsebuje tudi arheologe Cameron Balinsky, senior airmen Simon Wells in Jake Bosworth.
- SG-16: raziskovalna ekipa (beta)

Vodil jo je Reynolds, ki je kasneje vodil tudi SG-3 in zdaj SG-5.
- SG-17: arheološka ekipa (beta)

Vodil jo je major Mansfield, ki pa je bil ubit v boju.